# Poppea zebrina
Poppea zebrina är en insektsart som beskrevs av William D. Funkhouser. Poppea zebrina ingår i släktet Poppea och familjen hornstritar. Inga underarter finns listade i Catalogue of Life.